# Bariya

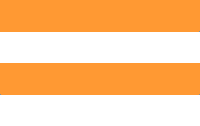
Furstendömets flagga

Bariya (Baria) var ett furstendöme som grundades av Rawal Patai, en kung i Champaner, på 1400-talet. Furstarna tillhörde den hinduiska dynastin Kicchi-Chauhan. Under tiden som brittisk vasallstat under stora delar av 1800- och 1900-talen hade furstendömet en yta av 2 106 km². Efter den indiska självständigheten 1947 integrerades Bariya i delstaten Gujarat.